# Bolbogonium impressum
Bolbogonium impressum es una especie de coleóptero de la familia Geotrupidae.

## Distribución geográfica
Habita en Bengala (India).